# La Musica Che Pesta
La Musica Che Pesta je studijski album koji je objavio Gigi D'Agostino pod pseudonimom Lento Violento Man.

## Popis pjesama
CD 1
1. Mondo Dag 6
2. The Maranza
3. Quando Dico
4. Reparto Presse
5. Quoting
6. Mondo Dag 7
7. Danzaplano
8. Distorsione Dag
9. Vi Racconto
10. Dago 3
11. Consorzio Agrario
12. Costruendo
13. Mondo Dag 5
14. E La Musica La Pesta
15. Carica Lenta
16. Picchia
17. Puledrino
18. Tempesta Nella Giungla
19. Cicoria Lessa

CD 2
1. Mondo Dag 9
2. Zig Zag
3. Ascolta
4. Scusa
5. Attrezzi E Accessori
6. Carpe Dream
7. Tresca Losca [Ferramenta Mix]
8. Ok Man
9. Mondo Dag 3
10. Trabacando
11. Contenuto Latente
12. Scelta Tetanica [Una Scelta Di Vita Mix]
13. Zappa E Aratro
14. Scusa
15. Viaggio Di Maggio
16. Batte Forte
17. Saldatrice Tamarra
18. Hablando
19. Ferro Fetente
20. Taranza